# Margaritifera falcata
Margaritifera falcata är en musselart som först beskrevs av Gould 1850.  Margaritifera falcata ingår i släktet Margaritifera och familjen flodpärlmusslor. Inga underarter finns listade i Catalogue of Life.